# Augustin Ollivier
Jean Philippe Augustin Ollivier, dit Augustin Ollivier ou Ollivier de Marseille (né à Marseille, le 16 novembre 1739 ; mort à Bruxelles, en 1788) est un sculpteur, actif notamment dans les Pays-Bas autrichiens.

## Biographie
Après une formation à l'académie de sa ville natale, il s'installe à Strasbourg en 1764, pour travailler à la cathédrale, au service du grand chapitre. En 1769, il s'installe à Bruxelles et prend François Mangé comme apprenti dans son atelier (1773). De juin 1772 à 1780, Augustin Ollivier travaille à la cour de Charles de Lorraine, notamment au château de Tervueren. Après la mort de Charles de Lorraine, l'empereur Joseph II rompt avec l'héritage de son oncle : il fait démolir le château et renvoie les artistes. 

## Œuvres

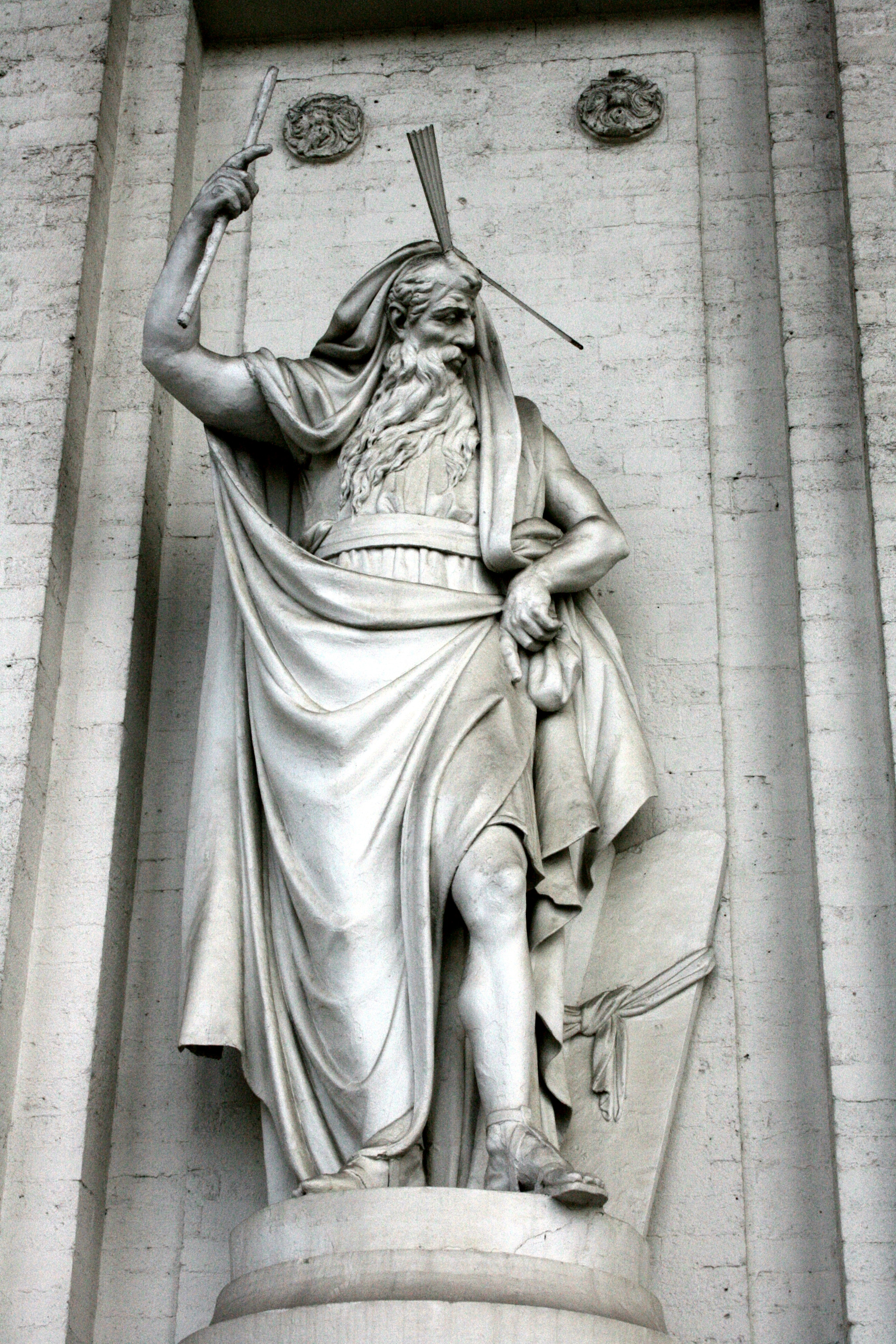
Statue de Moïse sous le péristyle de la cathédrale Saint-Jacques-sur-Coudenberg à Bruxelles
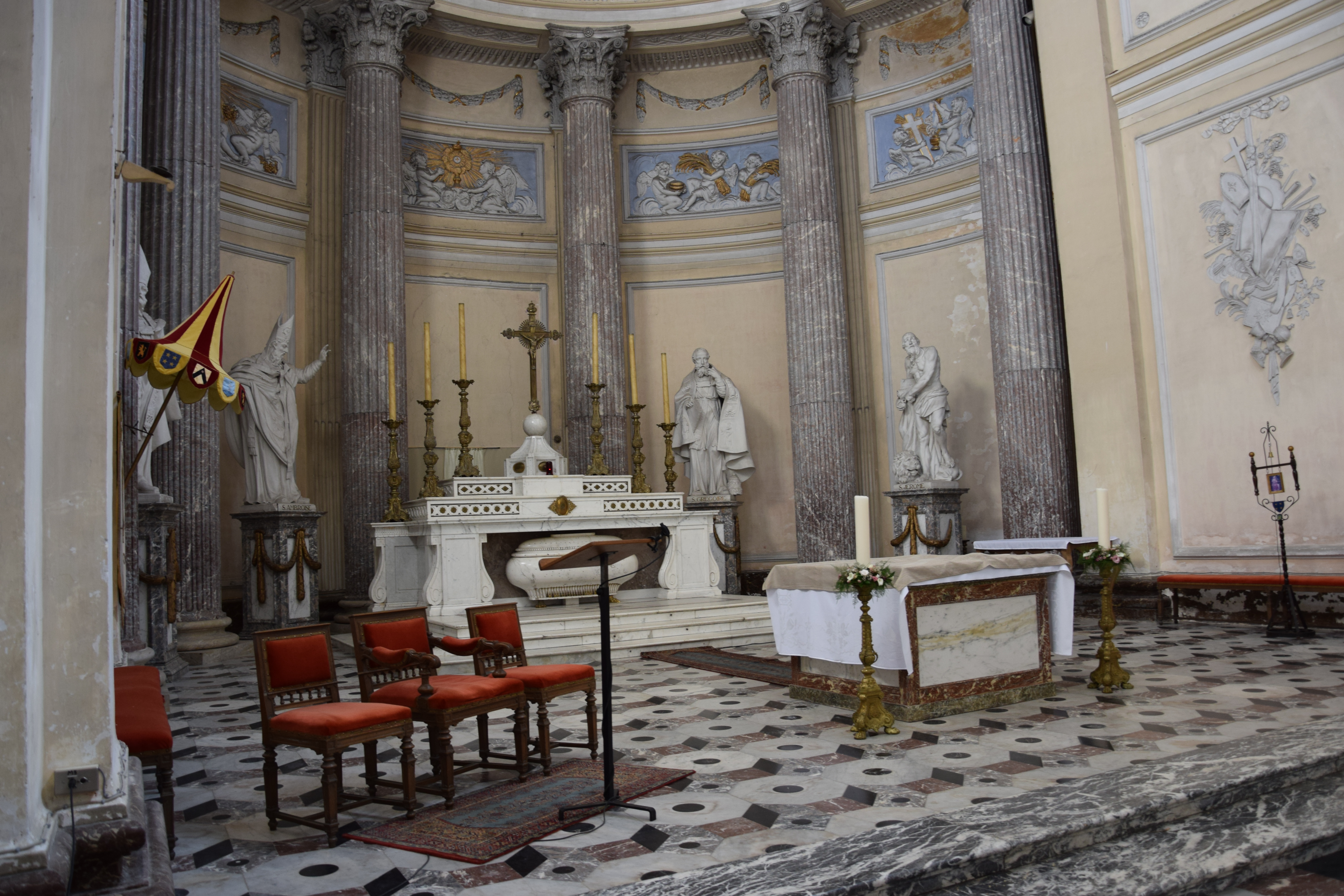
Statues des Pères de l'Église dans le chœur de la basilique Notre-Dame de Bonne-Espérance